# 無斑箱魨
無斑箱魨（学名：Ostracion immaculatus），又名箱河魨、海牛港，为輻鰭魚綱魨形目鱗魨亞目箱魨科箱魨屬下的一个种，為溫帶海水魚，分布於西北太平洋日本海域，深度1至20公尺，本魚幼魚呈亮黃色，有小黑點和淡藍色點。隨著魚的生長，黑點消失，淡藍色點增加。成魚呈黃色和藍色，每個骨板上都有淡藍色斑點，體長可達25公分，棲息在岩礁區或潟湖淺水域，通常獨居生活，屬雜食性，以藻類、海綿、小型無脊椎動物等為食，生活習性不明，可食用，但內臟有毒，通常做為觀賞魚。
其种加词“immaculatus”意为“无斑的”。